# Saint-Jean-Kerdaniel
Saint-Jean-Kerdaniel är en kommun i departementet Côtes-d'Armor i regionen Bretagne i nordvästra Frankrike. Kommunen ligger i kantonen Plouagat som tillhör arrondissementet Guingamp. År 2022 hade Saint-Jean-Kerdaniel 691 invånare.

## Befolkningsutveckling
Antalet invånare i kommunen Saint-Jean-Kerdaniel
Referens:INSEE